# Кривичі (Рівненський район)
Кривичі́ — село в Україні, у Рівненському районі Рівненської області. Населення становить 107 осіб. Належить Дядьковицькій громаді.

## Історія
З Макотерт на південний схід битий шлях веде до села Кривим, що на третьому кілометрі за широкою низиною заплави Омелянки формує на висоті одну вуличку. На його в’їзному краю, що був головною дільницею села, стояла при пологій висоті вже не існуюча церква Пресвятої Богородиці (збудована у 1777 році), де зберігалися копії метричних книг з 1783 року. Дещо північніше був розміщений дворовий фільварок, яким востаннє володів дворянин Дзянь. Село наприкінці XX ст. нараховувало 48 дворів, 112 мешканців, користується культурно-побутовими об’єктами сусідніх Ясенинич, Верхівська. Околиця Кривич заселене давно. Можливо, ще до формування столичної Пересопниці. Про це свідчать залишки староруського городища, кургани, знахідки далеких століть, рельєф місцевості. Але документальні вісті про Кривичі маємо лише з 1545 року. Саме тоді інвентар Луцького замку фіксує «городню з Кривич», належну Михайлові Кривицькому, прізвище котрого пішло від назви села. У 1569 році король Сигизмунд Август видає універсал, який зобов’язує дворян Волині під загрозою конфіскації майна приєднатись до володінь Корони. У списку таких володарів числиться і «Мартин Кривицкий с Кривичь». З поборових актів довідуємось, що у 1570 році Олекса Миколаєвич платив за «Кривичи» від 3-х городів, а його брат Левко 7 років опісля -за 5 «димів». Під кінець 1577 року «Кривичи» мали 29 дворів. З 1583 року посесором «Кривич» стає зв’ягільський (новоградволинський) староста Василь Крупецький. Він будує смолярню, круподерню, впорядковує ставкове, бортницьке господарство, розширює посівні ґрунти. У 1584 році пересопницький возний склав на «кривичан» донесення про самовільний корчунок зрубу. Тоді ж в урочищі «Заровье» конфісковано заховані стоси пнів, колод, жердин, обрубків. У 1771 році на місці каплички «кривицкие подданьїе» освячують місце для будівництва церкви, яка після спорудження (1777) відходить до ясениницької єпархії разом з церковною землею до 20 десятин. Під кінець XVIII ст. «Кривичи» відходить до Перетятковичів, а з 1869 року - до Богушів. Тоді в селі нараховували 26 дворів, 245 жителів. У назві Кривичі можливо використано дохристиянське ім’я «захисної сили» проти зла новонародженому. На такому тлі, видно, зародились літописні кривичі - давньоукраїнське плем’я, яке проживало у верхів’ях Дніпра, Західної Двіни й Волги. Про них у першій третині VI століття читаємо: «Од сих же (полочан на схід) є і кривичі... їхній же й город є - Смоленськ». До речі, від назви кривичі - литовське крехай («руси»), а Кревія - «Русь». Народні перекази вказують, що Кривичі заснував пересопницький піддячий Кривич. У північній частині Кривич, де колись був Божий Храм, а дещо на захід панський двір, розкинулось горбисте поле, іменоване Панська нива, або Коло могилок. Цей край села називали Куток, а протилежний - в напрямку до Ясенинич - Граничний, або Подоляни. Дещо на схід при дорозі вирисовуються пологі висоти, іменовані за прізвищами колишніх майнових власників: Данів, Жусманів. Неподалік річки Омелянки (Граничної) розміщені ставки рибгоспу, названі за порядком розташування: Перший, Другий, Третій. Тут знали колись лише Панський став, води якого рухали млин. Село має інші названі місця: За річкою - «луг, пасовисько»; Замісточчя - «сінокіс, випас за містком до Верхівська»; Корчунки - «поле на місці викорчуваного лісу»; До хутора - «орний ґрунт до хутора Якубівщина»; Під лісом - «урочище неподалік лісу»; Жолобок - «яр за формою жолоба»; Городи - «присадибні наділи кривичан»; Тернові хащі - «чагарник з кущами терену».

## Географія
Селом протікає річка Устя.

## Походження назви
Назву села можливо походить від назви племені східних слов'ян — кривичів, які проживали тут у 6–9 століття.